# Belgische kampioenschappen atletiek 2021
In 2021 werden de Belgische kampioenschappen atletiek Alle Categorieën op zaterdag 26 en zondag 27 juni gehouden in het Koning Boudewijnstadion te Brussel.
De 10.000 m voor mannen en vrouwen en de 3000 m steeple voor vrouwen vonden op zaterdag 12 juni plaats in Gentbrugge. Het hamerslingeren vond plaats in Kessel-Lo.

## Uitslagen

### 100 m
| rang   | atleet               | prestatie (-0,6 m/s) |
| ------ | -------------------- | -------------------- |
| Goud   | Kobe Vleminckx       | 10,65 s              |
| Zilver | Ward Merckx          | 10,71 s              |
| Brons  | Gaylord Kuba Di-Vita | 10,74 s              |

| rang   | atlete                   | prestatie (-0,2 m/s) |
| ------ | ------------------------ | -------------------- |
| Goud   | Rani Rosius              | 11,39 s              |
| Zilver | Alizée Morency Poilvache | 11,71 s              |
| Brons  | Cloé Chavepeyer          | 11,72 s              |

### 200 m
| rang   | atleet             | prestatie (+0,3 m/s) |
| ------ | ------------------ | -------------------- |
| Goud   | Robin Vanderbemden | 21,08 s              |
| Zilver | Amine Kasmi        | 21,11 s              |
| Brons  | Yoran Deschepper   | 21,35 s              |

| rang   | atlete        | prestatie (+0,1 m/s) |
| ------ | ------------- | -------------------- |
| Goud   | Imke Vervaet  | 23,30 s              |
| Zilver | Rani Rosius   | 23,49 s              |
| Brons  | Manon Depuydt | 23,70 s              |

### 400 m
| rang   | atleet          | prestatie |
| ------ | --------------- | --------- |
| Goud   | Alexander Doom  | 45,34 s   |
| Zilver | Jonathan Sacoor | 46,06 s   |
| Brons  | Dylan Borlée    | 46,08 s   |

| rang   | atlete               | prestatie |
| ------ | -------------------- | --------- |
| Goud   | Naomi Van den Broeck | 52,72 s   |
| Zilver | Camille Laus         | 53,41 s   |
| Brons  | Hanne Maudens        | 53,43 s   |

### 800 m
| rang   | atleet            | prestatie |
| ------ | ----------------- | --------- |
| Goud   | Eliott Crestan    | 1.48,45   |
| Zilver | Aurèle Vandeputte | 1.48,79   |
| Brons  | Tibo De Smet      | 1.49,28   |

| rang   | atlete           | prestatie |
| ------ | ---------------- | --------- |
| Goud   | Camille Muls     | 2.05,85   |
| Zilver | Vanessa Scaunet  | 2.06,16   |
| Brons  | Rani Baillievier | 2.06,77   |

### 1500 m
| rang   | atleet          | prestatie |
| ------ | --------------- | --------- |
| Goud   | Peter Callahan  | 3.40,51   |
| Zilver | Ruben Verheyden | 3.44,73   |
| Brons  | Sven Bombeke    | 3.45,59   |

| rang   | atlete            | prestatie |
| ------ | ----------------- | --------- |
| Goud   | Elise Vanderelst  | 4.15,09   |
| Zilver | Sofie Van Accom   | 4.16,33   |
| Brons  | Lindsey De Grande | 4.17,92   |

### 5000 m
| rang   | atleet             | prestatie |
| ------ | ------------------ | --------- |
| Goud   | Soufiane Bouchikhi | 13.33,98  |
| Zilver | Michael Somers     | 13.39,53  |
| Brons  | Sander Vercauteren | 14.08,52  |

| rang   | atlete           | prestatie |
| ------ | ---------------- | --------- |
| Goud   | Febe Triest      | 16.34,26  |
| Zilver | Florence De Cock | 16.36,59  |
| Brons  | Juliette Thomas  | 16.51,74  |

ss

### 10.000 m[1]
| rang   | atleet            | prestatie |
| ------ | ----------------- | --------- |
| Goud   | Lucas Da Silva    | 29.38,50  |
| Zilver | Steven Casteele   | 29.44,48  |
| Brons  | Bjarne Rasschaert | 29.54,64  |

| rang   | atlete                    | prestatie |
| ------ | ------------------------- | --------- |
| Goud   | Florence De Cock          | 34.26,65  |
| Zilver | Lore Tack                 | 35.49,84  |
| Brons  | Marta Alexandra Chylinski | 36.36,48  |

### 110 m horden/100 m horden
| rang   | atleet                | prestatie (+0,6 m/s) |
| ------ | --------------------- | -------------------- |
| Goud   | Michael Obasuyi       | 13,32 s              |
| Zilver | François Grailet      | 13,93 s              |
| Brons  | Nolan Vancauwemberghe | 14,13 s              |

| rang   | atlete                  | prestatie (-0,1 m/s) |
| ------ | ----------------------- | -------------------- |
| Goud   | Anne Zagré              | 12,94 s              |
| Zilver | Eline Berings           | 13,26 s              |
| Brons  | Siliane Vancauwemberghe | 13,86 s              |

### 400 m horden
| rang   | atleet                | prestatie |
| ------ | --------------------- | --------- |
| Goud   | Tuur Bras             | 50,58 s   |
| Zilver | Dries Van Nieuwenhove | 50,73 s   |
| Brons  | Dylan Owusu           | 51,54 s   |

| rang   | atlete         | prestatie |
| ------ | -------------- | --------- |
| Goud   | Hanne Claes    | 57,28 s   |
| Zilver | Ilana Hanssens | 59,68 s   |
| Brons  | Margaux Bastil | 60,30 s   |

### 3000 m steeple[2]
| rang   | atleet           | prestatie |
| ------ | ---------------- | --------- |
| Goud   | Tim Van de Velde | 9.06,03   |
| Zilver | Lucas Da Silva   | 9.11,62   |
| Brons  | Lucas Lievens    | 9.21,96   |

| rang   | atlete          | prestatie |
| ------ | --------------- | --------- |
| Goud   | Eline Dalemans  | 10.41,21  |
| Zilver | Chiara Wastijn  | 11.36,51  |
| Brons  | Zarah Steurbaut | 11.37,70  |

### Verspringen
| rang   | atleet              | prestatie         |
| ------ | ------------------- | ----------------- |
| Goud   | Mathias Broothaerts | 7,50 m (-0,3 m/s) |
| Zilver | Arnaud Caluwe       | 7,24 m (+1,4 m/s) |
| Brons  | Kwinten Torfs       | 7,19 m (+0,7 m/s) |

| rang   | atlete           | prestatie         |
| ------ | ---------------- | ----------------- |
| Goud   | Bo Brasseur      | 6,04 m (-0,3 m/s) |
| Zilver | Stefanie Brosens | 6,04 m (+0,3 m/s) |
| Brons  | Ilona Masson     | 5,97 m (-1,1 m/s) |

### Hink-stap-springen
| rang   | atleet          | prestatie          |
| ------ | --------------- | ------------------ |
| Goud   | Björn De Decker | 15,09 m (+0,8 m/s) |
| Zilver | Desire Kingunza | 14,91 m (+0,2 m/s) |
| Brons  | Gregory Geerts  | 14,51 m (+1,2 m/s) |

| rang   | atlete           | prestatie          |
| ------ | ---------------- | ------------------ |
| Goud   | Elsa Loureiro    | 12,89 m (+0,0 m/s) |
| Zilver | Ilona Masson     | 12,70 m (+1,2 m/s) |
| Brons  | Sietske Lenchant | 12,36 m (+1,2 m/s) |

### Hoogspringen
| rang   | atleet        | prestatie |
| ------ | ------------- | --------- |
| Goud   | Thomas Carmoy | 2,23 m    |
| Zilver | Giebe Algoet  | 2,15 m    |
| Brons  | Arne Min      | 2,15 m    |

| rang   | atlete        | prestatie |
| ------ | ------------- | --------- |
| Goud   | Zita Goossens | 1,90 m    |
| Zilver | Merel Maes    | 1,88 m    |
| Brons  | Claire Orcel  | 1,88 m    |

### Polsstokhoogspringen
| rang   | atleet                         | prestatie |
| ------ | ------------------------------ | --------- |
| Goud   | Robin Bodart                   | 5,25 m    |
| Zilver | Thomas Van Nuffelen            | 5,00 m    |
| Brons  | Frederik Ausloos Pierre Straet | 4,60 m    |

| rang   | atlete           | prestatie |
| ------ | ---------------- | --------- |
| Goud   | Fanny Smets      | 4,40 m    |
| Zilver | Chloé Henry      | 4,20 m    |
| Brons  | Fleur Hooyberghs | 4,10 m    |

### Kogelstoten
| rang   | atleet              | prestatie |
| ------ | ------------------- | --------- |
| Goud   | Matthias Quintelier | 18,10 m   |
| Zilver | Philip Milanov      | 17,32 m   |
| Brons  | Jarno Wagemans      | 15,66 m   |

| rang   | atlete           | prestatie |
| ------ | ---------------- | --------- |
| Goud   | Elena Defrère    | 15,18 m   |
| Zilver | Nafissatou Thiam | 14,99 m   |
| Brons  | Sietske Lenchant | 13,54 m   |

### Discuswerpen
| rang   | atleet         | prestatie |
| ------ | -------------- | --------- |
| Goud   | Philip Milanov | 61,36 m   |
| Zilver | Lars Coene     | 49,32 m   |
| Brons  | Edwin Nys      | 48,68 m   |

| rang   | atlete             | prestatie |
| ------ | ------------------ | --------- |
| Goud   | Babette Vandeput   | 51,45 m   |
| Zilver | Anouska Hellebuyck | 49,92 m   |
| Brons  | Katelijne Lyssens  | 49,71 m   |

### Speerwerpen
| rang   | atleet              | prestatie |
| ------ | ------------------- | --------- |
| Goud   | Timothy Herman      | 71,52 m   |
| Zilver | Jonas De Busscher   | 62,16 m   |
| Brons  | Bram Van der Reysen | 61,59 m   |

| rang   | atlete          | prestatie |
| ------ | --------------- | --------- |
| Goud   | Pauline Smal    | 46,23 m   |
| Zilver | Sarah Vermeir   | 43,54 m   |
| Brons  | Cassandre Evans | 43,17 m   |

### Hamerslingeren[3]
| rang   | atleet           | prestatie |
| ------ | ---------------- | --------- |
| Goud   | Rémi Malengreaux | 64,00 m   |
| Zilver | Kobe Gieghase    | 58,03 m   |
| Brons  | Orry Willems     | 57,58 m   |

| rang   | atlete                | prestatie |
| ------ | --------------------- | --------- |
| Goud   | Vanessa Sterckendries | 68,92 m   |
| Zilver | Ilke Lagrou           | 57,57 m   |
| Brons  | Evi Vercruysse        | 51,89 m   |

1889 · 
1890 · 
1891 · 
1892 · 
1893 · 
1894 · 
1895 · 
1896 · 
1897 · 
1898 · 
1899 · 
1900 · 
1901 · 
1902 · 
1903 · 
1904 · 
1905 · 
1906 ·
1907 ·
1908 · 
1909 · 
1910 · 
1911 · 
1912 · 
1913 · 
1914 · 
1919 · 
1920 · 
1921 · 
1922 · 
1923 · 
1924 · 
1925 · 
1926 · 
1927 · 
1928 · 
1929 · 
1930 · 
1931 · 
1932 · 
1933 · 
1934 · 
1935 · 
1936 · 
1937 · 
1938 · 
1939 · 
1940 · 
1941 · 
1942 · 
1943 · 
1944 · 
1945 · 
1946 · 
1947 · 
1948 · 
1949 · 
1950 · 
1951 · 
1952 · 
1953 · 
1954 · 
1955 · 
1956 · 
1957 · 
1958 · 
1959 · 
1960 · 
1961 · 
1962 · 
1963 · 
1964 · 
1965 · 
1966 · 
1967 · 
1968 · 
1969 · 
1970 · 
1971 · 
1972 · 
1973 · 
1974 · 
1975 · 
1976 · 
1977 · 
1978 · 
1979 · 
1980 · 
1981 · 
1982 · 
1983 · 
1984 · 
1985 · 
1986 · 
1987 · 
1988 · 
1989 · 
1990 · 
1991 · 
1992 · 
1993 · 
1994 ·
1995 · 
1996 · 
1997 · 
1998 · 
1999 · 
2000 · 
2001 · 
2002 · 
2003 · 
2004 · 
2005 · 
2006 · 
2007 · 
2008 · 
2009 · 
2010 · 
2011 · 
2012 · 
2013 · 
2014 · 
2015 · 
2016 · 
2017 · 
2018 · 
2019 · 
2020 · 
2021 · 
2022 · 
2023 · 
2024 · 
2025